# Pulau Bogi
Pulau Bogi is een bestuurslaag in het regentschap Nias Barat van de provincie Noord-Sumatra, Indonesië. Pulau Bogi telt 50 inwoners (volkstelling 2010).